# Pestalozzischule Landau
Die Pestalozzischule Landau ist eine dreizügige Grundschule im Innenstadtbereich der Stadt Landau in der Pfalz. Das Schulgebäude, ein dreigeschossiger neubarocker Walmdachbau von 1895/96 mit einem dreieinhalbgeschossigen neuklassizistischen Erweiterungsbau von 1924, steht unter Denkmalschutz.
Die Schule liegt nur wenige Schritte vom Landauer Marktplatz und Rathaus entfernt. Im Schuljahr 2024/25 besuchten etwa 300 Kinder die Pestalozzischule, 235 von ihnen auch die nach dem additiven Modell organisierte Ganztagsschule am Nachmittag. Damit zählt die Pestalozzischule zu den größten Ganztagsschulen in Rheinland-Pfalz. Benannt ist sie nach dem Schweizer Pädagogen Johann Heinrich Pestalozzi (1746–1827).

## Geschichte
Die Einweihung der Pestalozzischule erfolgte 1896. 1923/24 kam als Erweiterungsbau der Schule das sogenannte „Knaben-Schulhaus“ dazu. Im Schuljahr 2002/03 wurde sie zu einer  Ganztagsschule in nicht verpflichtender Form.
Das Gebäude ist im Verzeichnis der Kulturdenkmäler der Stadt Landau eingetragen.

## Ganztagsgrundschule
Seit Beginn des Schuljahres 2002/2003 ist die Pestalozzischule Ganztagsschule in nicht verpflichtender Form. Das pädagogische Konzept der Ganztagsschule sieht vor, dass neben der hauptsächlich von Lehrkräften geleisteten Hausaufgabenbetreuung ein breit gefächertes Angebot von Arbeitsgemeinschaften (AGs) den Schülern zur Verfügung steht. Während die Schüler ab der zweiten Klasse die AGs selbst auswählen können, gehen die Erstklässler im Klassenverband in die verschiedenen Arbeitsgemeinschaften. Neben den kreativen AGs legt die Pestalozzischule großen Wert auf unterschiedliche sportliche Angebote. AGs, die das vormittägliche Lernen unterstützen oder die sich mit der Umwelt und der Natur beschäftigen, runden das Angebot ab.